# Chroniosuchus
Genre
Chroniosuchus est un genre éteint d’amphibiens reptiliomorphes de la famille des Chroniosuchidae, découverts dans les dépôts sédimentaires du Permien supérieur des régions d'Arkhangelsk, Orenbourg et Vologda, en Russie. 
Nommé par Boris Pavlovitch Vyushkov (d) en 1957, l'espèce type est Chroniosuchus paradoxus. Le genre Buzulukia, nommé en 1957 sur la base des ostéodermes, est considéré comme un synonyme de Chroniosuchus.

## Description

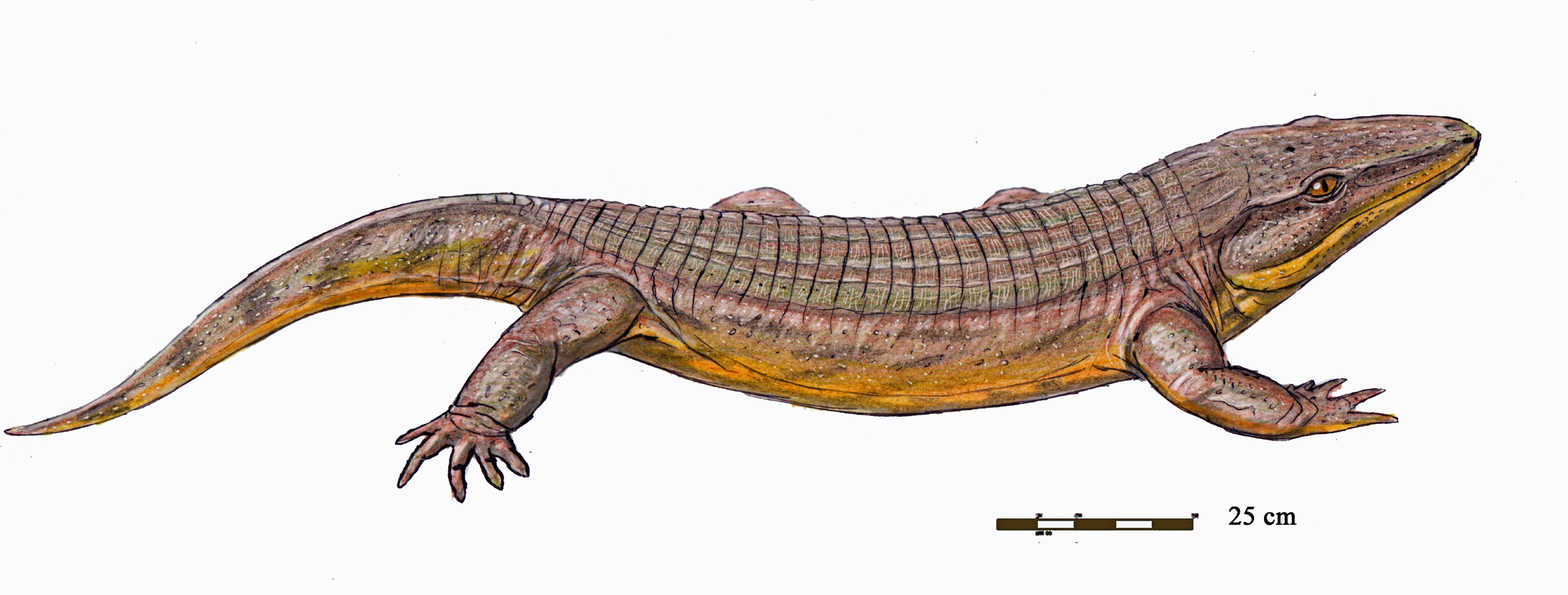
C. paradoxus.

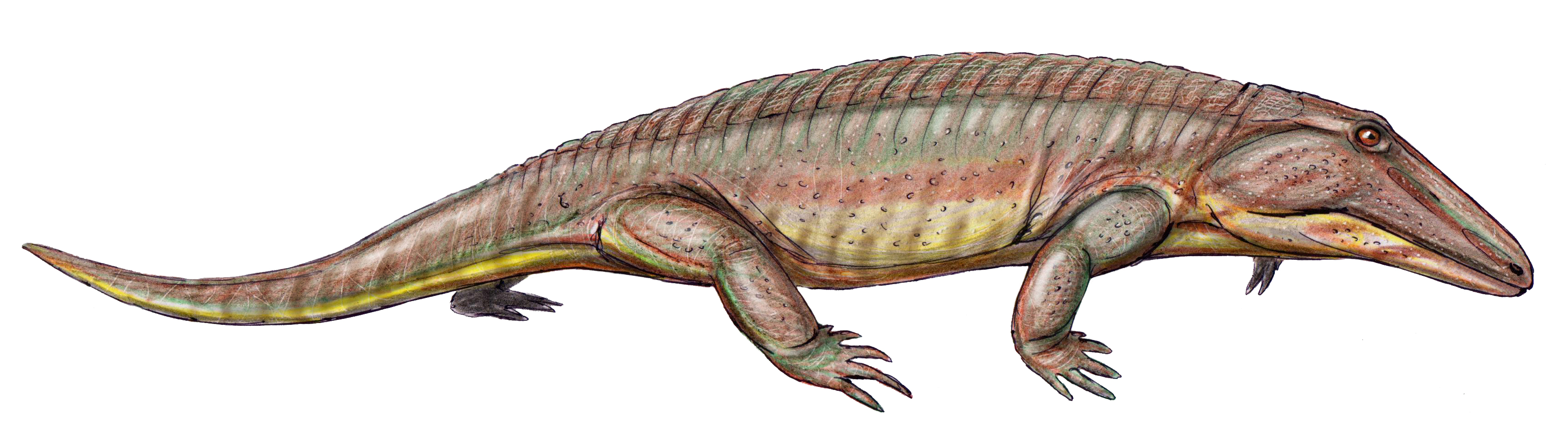
C. licharevi

Chroniosuchus avait une longueur d'environ 1,50 mètre.

## Liste des espèces
Selon GBIF (1er décembre 2023) :
- † Chroniosuchus paradoxus Vjushkov, 1957 - espèce type
- † Chroniosuchus vjuschkovi Tverdochlebova, 1967